# Metagyndes laeviscutata
Metagyndes laeviscutata is een hooiwagen uit de familie Gonyleptidae.